# آلکساندر گلجیان
آلکساندر گلجیان در ۱۹۰۰ در شهر مرزبان از توابع کیلیکیه متولد شده‌است. تحصیلاتش را در آموزشگاه مرکزی زادگاهش گذراند. در سال ۱۹۱۵ به هنگام نسل‌کشی ارمنی‌ها از وطنش تبعید شد. در سال ۱۹۱۹ به زادگاهش بازگشت و سپس در سال ۱۹۲۰ به ایالات متحده آمریکا مهاجرت کرد. در سال ۱۹۳۰ به عنوان شاعر در مطبوعات ارمنی شناخته شد. تنها مجموعه شعر گلجیان در سال ۱۹۳۸ با نام «سخنان حاشا و پشیمانی» در نیویورک انتشار یافته‌است.